# 加爾奧耶國家公園
7°13′00″N 81°22′00″E / 7.21667°N 81.36667°E

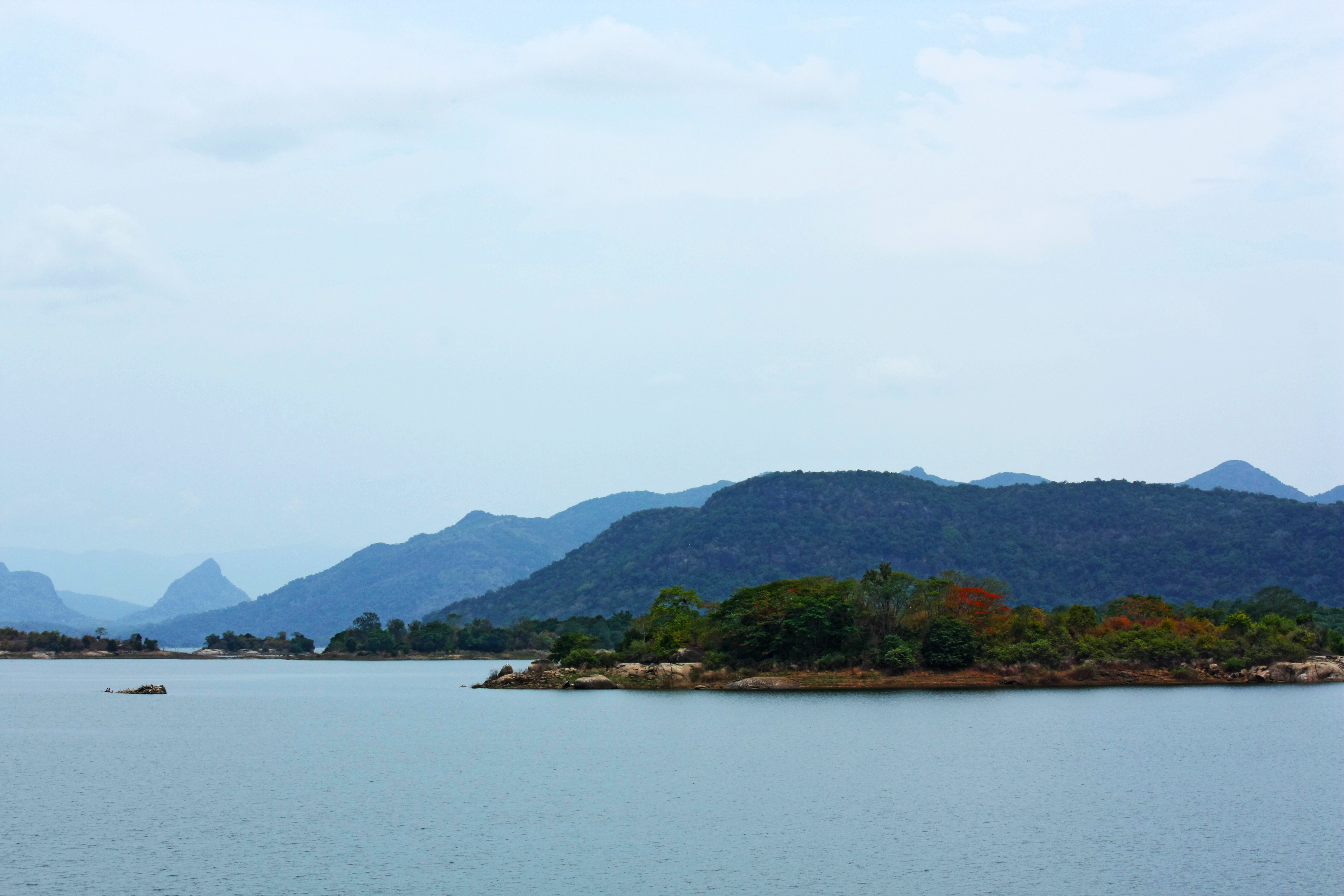

加爾奧耶國家公園是斯里蘭卡的國家公園，位於該國東南部，橫跨烏沃省和東部省，成立於1954年2月12日，面積259平方公里，有30種魚類、130種鳥類和多種哺乳類動物棲息。